# Nicolae Tonitza
Nicolae Tonitza (13 de abril de 1886 – 27 de febrero de 1940) fue un pintor, grabador, litógrafo, periodista y crítico de arte rumano. Inspirándose en el postimpresionismo y en el expresionismo, tuvo un papel principal en la introducción del modernismo en el arte local.

## Biografía
Nacido en Bârlad, dejó su ciudad natal en 1902 para acudir a la Escuela Nacional de Bellas Artes de Iaşi, donde tuvo como profesors entre otros a Gheorghe Popovici y Emanoil Bardasare. Los años siguientes visitó Italia junto con estudiantes de arqueología de la Universidad de Bucarest bajo la dirección de Grigore Tocilescu. En esta época, junto con algunos de sus compañeros estudiantes, Tonitza pintó los muros de la iglesia de Grozeşti.
En 1908 marchó a Múnich, donde estudió en la Real Academia de Bellas Artes; comenzó a publicar viñetas políticas en Furnica, y contribuyendo con artículos críticos de arte a Arta Română. Tonitza pasó los siguientes tres años en París, donde visitó talleres de artistas, y estudió pinturas famosas. Aunque la creación artística inicial del joven siguió las pautas en boga en aquella época, su talento por el color y su toque personal con el tiempo le llevaron a experimentar. A lo largo de su vida, siguió comprometido con la Escuela muniquesa, alabó su estilo innovador anteponiénolo a los supuestamente "oscuros imitadores de Matisse".
A su regreso, Tonitza pintó frescos en varias iglesias de Moldavia y trabajó como profesor de arte, y luego, junto con Cezar Petrescu, como editor del periódico Iaşul. Se casó con Ecaterina Climescu en 1913. El coleccionista de arte Krikor Zambaccian, con quien Tonitza hizo amistad después de 1925, indicó que, durante su existencia, Iaşul se puso al lado del Partido conservador, oponiéndose a la entrada de Rumanía en la Primera Guerra Mundial.
En 1916, después de que Rumanía entrase en el conflicto, Tonitza fue reclutado por el ejército y cayó prisionero de los búlgaros durante la batalla de Turtucaia. Internado, enfermó de malaria y reumatismo, que siguió padeciendo hasta su muerte. Fue liberdo y regresó en 1918.
En los años veinte, fue miembro del grupo Arta Română (junto con Gheorghe Petraşcu y otros). Su compromiso social se percibe especialmente en su obra gráfica, maliciosa y a veces dramática — dibujó para muchas revistas contemporáneas, normalmente políticas y de izquierdas: Socialismul (voz oficial del Partido socialista de Rumanía, de corta vida), Adevărul, Flacăra, Hiena, Rampa, y el Clopotul de Scarlat Callimachi —, y en sus artículos (incluidos los que aparecen en Viaţa Românească y Curentul), que principalmente discutieron acontecimientos sociales y culturales. Se hizo íntimo del escritor y activista Gala Galaction, cuyo libro O lume nouă ilustró en 1919, y cuyo retrato ("El hombre de un nuevo mundo") pintó un año después. Su primer catálogo, lanzado en 1920, tuvo un prefacio escrito por el poeta y crítico de arte Tudor Arghezi.
En 1921, Tonitza amplió su arte, pintando prototipos para una fábrica de cerámica, y organizando exposiciones cerámicas; el mismo año, se trasladó a Vălenii de Munte, y decidió dejar de trabajar en prensa. Fue en aquella época cuando desarrolló su estilo y temas característicos, ambos, según Zambaccian, determinados por sus experiencias como padre.

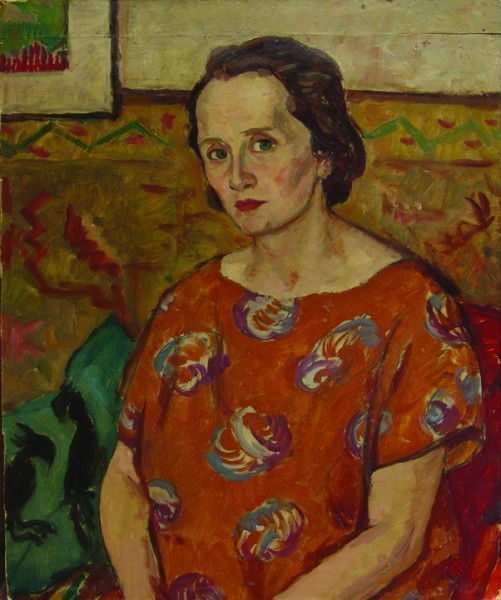
Ecaterina Tonitza, esposa del pintor, retrato hecho por Ştefan Dimitrescu

Más tarde, se convirtió en editor de la revista de arte Artele Frumoase, y, en 1922, viajó a Transilvania, donde se hizo amigo de Aurel Popp. Ese mismo año, asumió la defensa de Camil Ressu durante un escándalo que involucraba el diseño de este último para el telón del Teatro Nacional, atacando las líneas artísticas establecidas por esa institución cultural ("[Rumanía es] el país donde historiadores científicos componen piezas eróticas y rimas vergonzantes, [...] donde las mujeres intelectuales dibujan los nerviosos gestos de agentes electorales decrépitos,  [...] donde los médicos empujan sus roñosas agujas hipodérmicas en los inmencionables tejidos musculares de artistas como medio de arrancar logaritmos estéticos"). En 1926, Tonitza, Oscar Han, Francisc Şirato, y Ştefan Dimitrescu se organizaron, llamándose ellos mismos Grupul celor patru ("El grupo de los cuatro"). Logró el éxito en 1925, después de inaugurar una gran exposición de sus pinturas de Vălenii de Munte en Bucarest, al tiempo que suscitaba controversia (lo que incluía críticas por parte de Ressu) sobre su "estilo de póster".
A pesar de su fama, siguió teniendo una existencia pobre y errática, lo que probablemente contribuyó al declive de su salud. Para el año 1931, dividía su tiempo entre Bucarest y Constanţa, habiéndose mostrado de acuerdo con pintar los muros de la iglesia de san Jorge de la segunda ciudad. Tonitza se enojó por cómo recibieron su trabajo en Constanţa, considerándose insultado por tener que mostrar en un escaparate sus diseños en competencia con otros artistas menos conocidos. Al final, recibió el encargo, y pasó los siguientes dos años trabajando en los murales, mientras se distanciaba poco a poco del Grupul celor patru.
A la muerte de Dimitrescu en 1933, Tonitza ocupó su sillón en la Academia de Bellas Artes de Iaşi. Un participante en varias exposiciones nacionales y en las exposiciones universales, pintó sus últimas obras alrededor de Balchik.
Según Zambaccian, la temprana relación de Tonitza con el socialismo fue en parte debido al interés que tuvo por él la prensa socialista, que estaba deseando recompensar sus contribuciones en una época en la que "uno no podía vivir sólo de la pintura". La misma fuente afirma que el artista, más adelante, evitó expresar opiniones políticas, y, en una ocasión en los años treinta, en bromas se refirió a sí mismo como "un seguidor de Petre P. Carp" (el líder conservador había muerto en 1919). A pesar de todo, firmó, junto con otras destacadas figuras culturales, una llamada a estrechar lazos culturales entre Rumanía y la Unión Soviética, llevando a la creación de Societatea pentru întreţinerea raporturilor culturale dintre România şi Uniunea Sovietică (la Sociedad para el Mantenimiento de Lazos culturales entre Rumanía y la Unión Soviética) en mayo de 1935 (véase Amicii URSS).
Enfermó seriamente en 1937, y murió tres años después. Está enterrado en el cementerio de Ghencea, en Bucarest.

## Arte

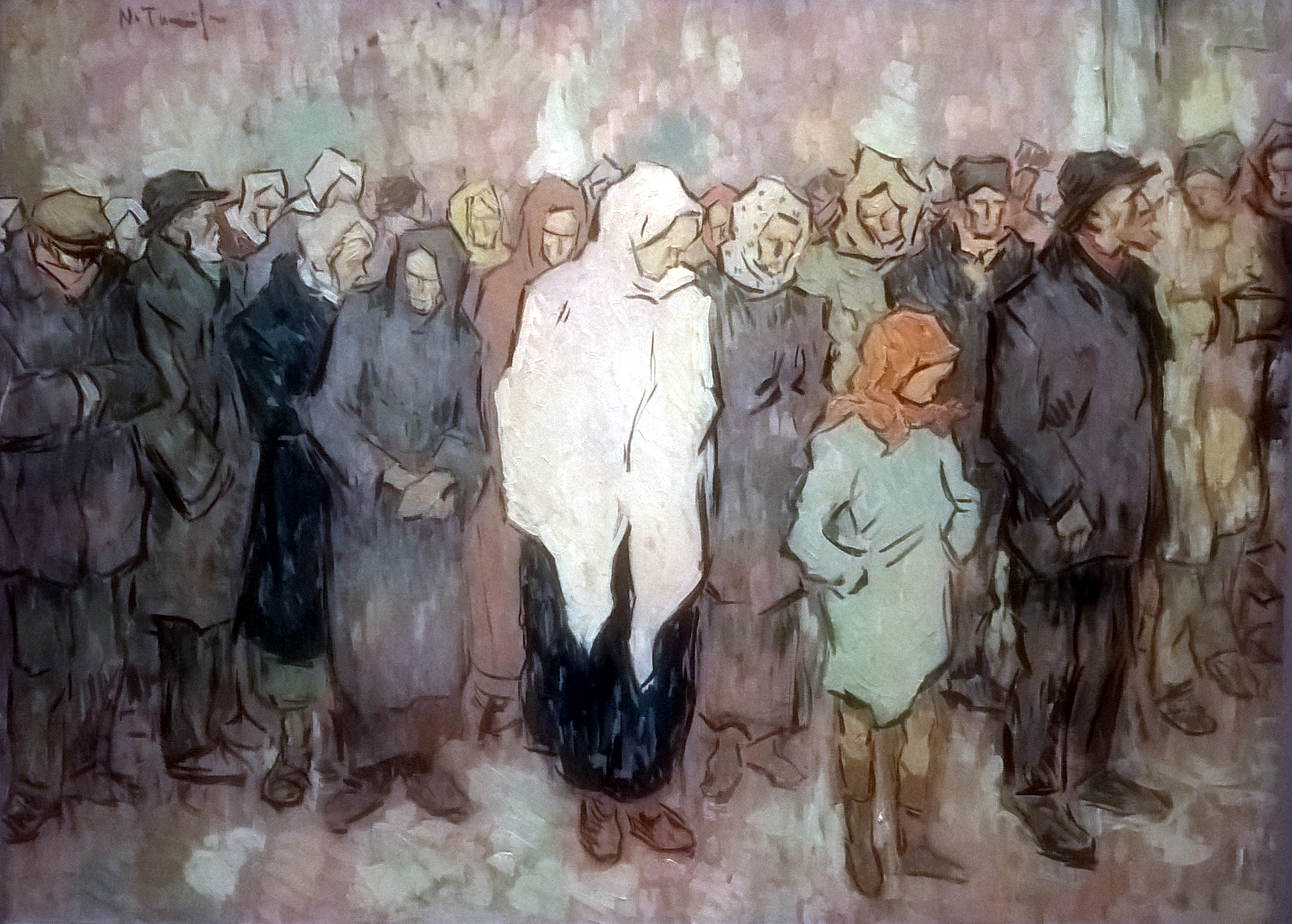
Coadă la pâine ("La cola del pan", 1920)

Debe mucho al arte de su predecesor Ştefan Luchian, Tonitza se vio en gran medida inspirado por el impresionismo, pero al mismo tiempo admiró los descubrimientos realizados por los artistas postimpresionistas (su revolución en composición y en el esplendor de la Belle Époque). Tonitza era un gran crítico de Nicolae Grigorescu, el pintor que establecía las líneas a seguir en el arte rumano, cuyo éxito sobre los "motivos campesinos", afirmó, lo habían "atraído hasta el punto de permanecer, durante el resto de su vida, en esta atmósfera rosada y ligera". Igualmente le puso obje3ciones a la influencia de Grigorescu sobre las jóvenes generaciones, que habían llevado al "manierismo" y el "nacionalismo" en la elección de temas, y el emergente arte urbano ("donde el hombre representará sólo un accesorio decorativo y entretenido").
Poniendo de manifiesto su "vida atormentada" y "estilo de vida bohemio y movido por la fantasía", Zambaccian se preguntaba si esto no sería la fuente del "arte ingenioso, lleno de alegrías cromáticas que no obstante están transidas de melancolía" de Tonitza. Relacionó directamente la innovadora prsencia del artista en la pintura y la poesía simbolista de George Bacovia.
Durante su estancia en el extranjero, Nicolae Tonitza se vio influido por las obras de Rembrandt y Antonio da Correggio. Admiró tanto a Frans Masereel como a Käthe Kollwitz, y también adaptó las líneas maestras expresionistas — unas especialmente presentes en sus dibujos satíricos, pero también puestas de manifiesto en sus obras más grandes, como Coadă la pâine ("La cola del pan", 1920). Según Zambaccian, Tonitza estuvo muy cerca de adoptar los clásicos dogmas expresionistas ("Modigliani y Pascin prfirieron [formas] retorcidas, mientras que Tonitza no se aparta de lo natural y lo que enfatiza es el sentimiento"); los dos siguieron oponiéndose entre sí sobre el tema del estilo de Henri Matisse (admirado por Zambaccian, pero muy discutido por Tonitza). Una influencia más lejana pero no menos directa, fue el arte gráfico de Honoré Daumier, que Tonitza había estudiado.
El primer arte producido por estas influencias se describe en Sburătorul por Şirato, amigo de Tonitza, como "pinturas que son [de hecho] dibujos con una ligera resonancia de intelectualismo"; durante el período, la revista Rampa saludó al puntor como "un sacerdote de ideas humanitarias, de ideas que exigían la atención de los líderes del mundo actual, con un tono cada vez más y más claro y audaz".
La mayor parte de sus obras tienen un tono sereno, en contraste con aquellas que expresan la implicación de Tonitza en cuestiones sociales. Proponían un ideal estético clásico, viendo el arte como un tesoro de valores espirituales. Este mensaje es obvio sobre todo en sus paisajes de la Dobruja septentrional, sus estudios de bodegones, los retratos de payasos (célebres por su manera de sublimar los elementos cómicos y los grotescos en máscaras y maquillaje, para poner de relieve una triste humanidad), mujeres jóvenes y niños. Los llamados "ojos de Tonitza", a la vez apuntados y expresivos, son un rasgo característico de sus retratos de niños. En contraste con su apreciación de estas piezas, Zambaccian y otros miembros del Grupul celor patru protestaron contra los paisajes de Balchik: Zambaccian señaló que los suyos eran "más como arabescos en tonos coloreados, [...] en una época en la que Şirato evolucionó hacia una pintura matizada de una bella representatividad en un espacio luminoso".

## Notas

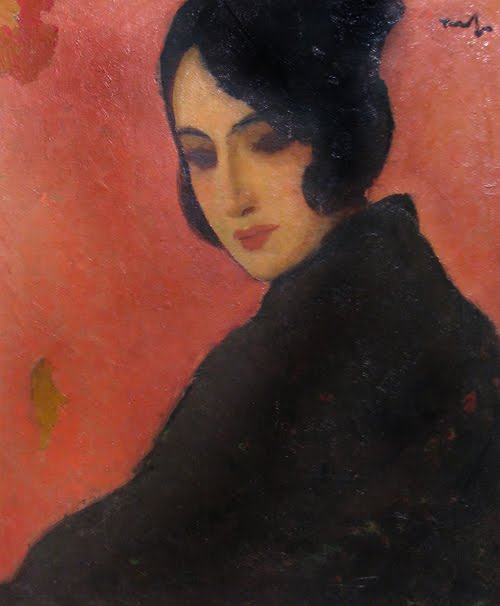
Española (1927-1928), óleo sobre cartón de Tonitza.